# Phyllis Dearborn Massar
Phyllis Dearborn Massar (* 1916 in Seattle, Washington; † 8. Januar 2011) war eine US-amerikanische Fotografin und Kunsthistorikerin, die insbesondere für ihre architektonischen Fotografien und ihre Mitgliedschaft in der New Yorker Photo League bekannt ist. Die Photo League war eine Organisation von Fotografen in New York, die sich der Dokumentation des Lebens in den Arbeitervierteln widmete. Sie wurde 1936 gegründet und bot ihren Mitgliedern Schulungen, Ausstellungsräume und eine Plattform für den Austausch über soziale und kreative Themen. Die Photo League wurde 1951 aufgelöst, nachdem sie während der McCarthy-Ära auf die schwarze Liste des US-Justizministeriums gesetzt worden war. Die Photo League spielte eine wichtige Rolle bei der Entwicklung der sozialdokumentarischen Fotografie in den USA.

## Leben
Phyllis Dearborn wuchs in Seattle auf und schloss 1937 ihr Studium der Geisteswissenschaften an der University of Washington ab. Anschließend vertiefte sie ihre fotografischen Kenntnisse an der Clarence H. White School of Photography und besuchte Kurse bei Ansel Adams am Museum of Modern Art in New York. Ihre fotografische Arbeit wurde stark von der Gruppe F/64 beeinflusst, die für ihre präzisen und detailreichen Aufnahmen bekannt war. Neben ihrer Tätigkeit als Fotografin arbeitete Massar als Kunsthistorikerin und Kuratorin. Sie organisierte mehrere Ausstellungen im Metropolitan Museum of Art, darunter Landscape/Cityscape und eine Retrospektive über Imogen Cunningham. Darüber hinaus hat sie wissenschaftliche Artikel und Monographien veröffentlicht, insbesondere über den italienischen Kupferstecher Stefano della Bella.
Zusammen mit ihrem Mann, dem Architekten Robert J. Massar, gründete sie das Fotostudio Dearborn-Massar, das sich auf Architekturfotografie spezialisierte. Zwischen den 1940er und 1960er Jahren dokumentierten sie intensiv moderne Architektur im pazifischen Nordwesten der USA, darunter Werke von Architekten wie Ralph Anderson, Pietro Belluschi und Paul Thiry. Ihre Sammlung umfasst rund 6000 Fotografien und wird heute in der University of Washington Libraries aufbewahrt. 

### Fotosammlung zur Architektur im pazifischen Nordwesten
Die Originalsammlung befindet sich als Dearborn Massar Collection Nr. 251 in der Abteilung für Spezialsammlungen der University of Washington Libraries. Liste der Architekten (Datenbank mit Fotos):
- Ralph Anderson
- Anderson and Benedict
- William J. Bain
- Bain and Overturf
- Bassetti and Morse
- Pietro Belluschi (1899–1994)
- Bindon, Wright, Skidmore, Owings and Merrill
- Albert Bumgardner
- Ralph Burkhard
- Chiarelli and Kirk
- Sidney Cohn
- Mary Lund Davis (1922–2008)
- Robert H. Dietz
- Seth Fulcher
- James Gardiner
- Roger Gotteland
- John Graham
- Grant, Copeland and Chervenak
- J. Lister Holmes (1891–1986)
- Holmes and Associates
- John T. Jacobsen
- Perry Johanson (1910–1981)
- Paul Hayden Kirk (1914–1995)
- Paul Hayden Kirk und Victor Steinbrueck
- Kirk, Wallace and McKinley
- Klontz and Wrede
- Wendell Lovett (1922–2016)
- Manchester-Pierce
- Jack F. McClellan
- David A. McKinley
- Mithun and Nesland
- Moore (Bliss) and Associates
- Naramore, Bain, Brady and Johanson
- Harrison Overturf
- Burr Richards
- Richards and Carmin
- John Ridley
- John A. Rohrer
- Charles Ross
- John R. Sproule
- Victor Steinbrueck (1911–1985)
- Stewart-Herman
- George W. Stoddard
- Ellsworth P. Storey (1879–1960)
- Roland Terry (1917–2006)
- Terry and Moore
- Terry and Associates
- Paul Thiry (1904–1993)
- Tucker and Shields
- Tucker, Shields and Terry
- Tucker, Shields, Terry, Wimberly and Cook
- Waldron and Dietz
- Donald Williams
- Young and Richardson

## Werk
Phyllis Dearborns fotografischer Stil zeichnet sich durch formale Präzision und ein ausgewogenes kompositorisches Gespür aus. Ihre Arbeiten spiegeln den Einfluss der Gruppe F/64 wider und zeigen eine klare, detailreiche Darstellung architektonischer Strukturen. Ihre Fotografien sind wichtige Dokumente der modernen Architektur im pazifischen Nordwesten der USA.